# 科尔尼蒙
科尔尼蒙（法語：Cornimont，法語發音：[kɔʁnimɔ̃] ⓘ）是法国大東部大區孚日省的一个市镇，属于埃皮纳勒区。

## 地理
科尔尼蒙（47°57'47"N, 6°50'21"E）面积40.23 平方千米，位于法国大東部大區孚日省，该省份为法国东北部内陆省份，北起默兹省和默尔特-摩泽尔省，西接上马恩省，南至上索恩省和贝尔福地区省，东临上莱茵省和下莱茵省。
与科尔尼蒙接壤的市镇（或旧市镇、城区）包括：罗谢松、莫斯洛特河畔索尔叙尔、勒梅尼勒、文特龙、克吕特、维尔登什泰因、巴斯叙勒吕、拉布雷斯。

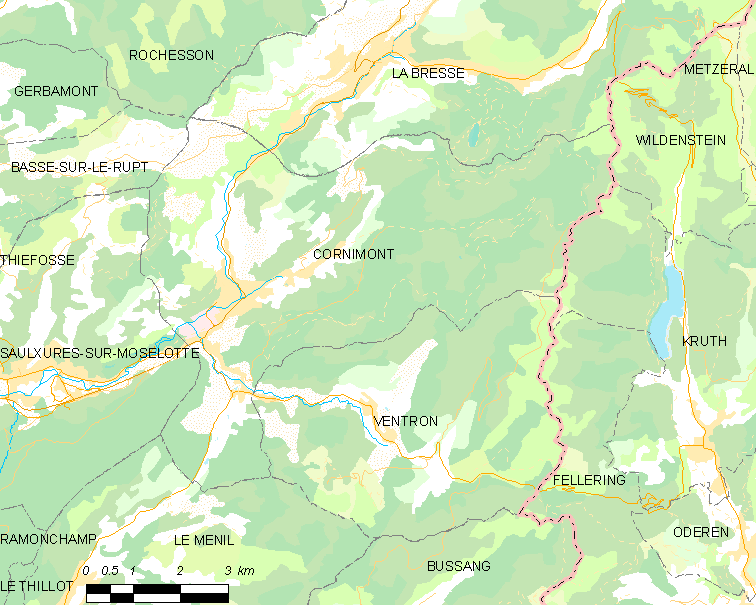
科尔尼蒙的OSM定位图

科尔尼蒙的时区为UTC+01:00、UTC+02:00（夏令时）。

## 行政
科尔尼蒙的邮政编码为88310，INSEE市镇编码为88116。

## 政治
科尔尼蒙所属的省级选区为拉布雷斯县。

## 人口

1962-2008年间科尔尼蒙人口变化图示

科尔尼蒙于2022年1月1日时的人口数量为3037人。